# Calea ferată Podu Olt–Piatra Olt
Calea ferată Podu Olt - Râmnicu Vâlcea - Piatra Olt este o linie care face legătura între Transilvania și zona de sud a României, respectiv cu regiunile Oltenia și Muntenia. Această cale ferată trece prin județul Sibiu, județul Vâlcea și județul Olt.

## Prezentare generală
Calea ferată pornește din județul Sibiu, din gara Podu Olt, și are ca punct final localitatea Piatra Olt din județul Olt.

### Caracteristici
Calea ferată are o lungime totală de 164 kilometri și este o linie simplă neelectrificată cu excepția porțiunii Cozia - Râmnicu Vâlcea. În luna decembrie 1981 s-a dat în folosință segmentul de linie dublă neelectrificată situat între stațiile Cozia și Râmnicu Vâlcea. Acest tronson este situat, între stațiile Cozia și Călimănești, mai sus decât vechiul tronson construit la sfârșitul secolului al XIX-lea sub conducerea ing. Mihai Râmniceanu, datorită construirii hidrocentralei aflată în dreptul stației Mănăstirea Turnu.
Orașele principale de pe traseul acestei linii sunt Râmnicu Vâlcea și Drăgășani, ambele din județul Vâlcea. Alte localități importante aflate în apropiere sunt Tălmaciu, Brezoi, Ocnele Mari și Slatina.
Un important aspect al acestei linii o reprezintă străbaterea pe toată lungimea a râului Olt ce curge paralel, de unde și denumirea de Valea Oltului. De asemenea, calea ferată între stațiile Podu Olt și Râmnicu Vâlcea întâlnește o serie de tuneluri (Lazaret, Râu Vadului, Cornet, Albioara, Lotru, Cârligul Mare, Cârligul Mic, Mănăstirea Turnu, Cozia), poduri (Podu Olt, Proieni, Dăești), dar și viaducte (Valea Fratelui).
Pe acest tronson se află cinci structuri care au fost declarate monument istoric: podul peste Olt din localitatea Proieni, tunelul de la Cornet și gările Călimănești, Lotru și Cornet.

### Linii de cale ferată întâlnite de-a lungul acesteia
- Magistrala CFR 200 în stația Podu Olt
- Calea ferată secundară 206 (Băbeni - Alunu) în localitatea Băbeni
- Calea ferată 901 (București Nord - Pitești - Slatina - Craiova) în localitatea Piatra Olt
- Calea ferată 910 Piatra Olt - Caracal - Corabia în localitatea Piatra Olt

### Unitãți de relief
- Munții Făgăraș
- Munții Lotrului
- Munții Cozia
- Munții Căpățânii
- Subcarpații Getici
- Piemontul Getic
- Câmpia Română

Notă - Prescurtări folosite în graficul liniei :
- h. = Haltă fără vânzare de bilete
- Hm. = Haltă de mișcare
- hc. = Haltă deschisă pentru achiziționarea biletelor